# Krásnohorská Dlhá Lúka
Krásnohorská Dlhá Lúka este o comună slovacă, aflată în districtul Rožňava din regiunea Košice. Localitatea se află la altitudinea de 308 m deasupra n.m., se întinde pe o suprafață de 14,02 km2 și în 2017 număra 726 de locuitori.
Localitatea este înfrățită cu Ibrány.

## Istoric
Localitatea Krásnohorská Dlhá Lúka este atestată documentar din 1338.

## Demografie
| An:                | 1994 | 2004   | 2014   | 2024   |
| ------------------ | ---- | ------ | ------ | ------ |
| Număr de persoane: | 697  | 685    | 719    | 701    |
| Diferență:         |      | −1,72% | +4,96% | −2,50% |

| An:                | 2023 | 2024   |
| ------------------ | ---- | ------ |
| Număr de persoane: | 699  | 701    |
| Diferență:         |      | +0,28% |